# Стальные магнолии (фильм, 2012)
«Стальные магнолии» (англ. Steel Magnolias) — американский телефильм с участием Куин Латифы, Элфри Вудард, Филисии Рашад, Джилл Скотт, Одиперо Одуйе и Кондолы Рашад, премьера которого состоялась 7 октября 2012 года на кабельном канале Lifetime. Это ремейк одноименного фильма 1989 года с Салли Филд, Ширли МакЛейн, Олимпией Дукакис, Долли Партон, Дэрил Ханной и Джулией Робертс в главных ролях, который в свою очередь был снят по пьесе Роберта Харлинга.
Фильм получил благоприятные отзывы от критиков, большинство из которых хвалили игру Элфри Вудард. Вудард была номинирована на премию Гильдии киноактёров США за лучшую женскую роль в телефильме или мини-сериале за свою роль. Премьера фильма привлекла к экранам 6,5 миллионов зрителей, что сделало проект одним из трех самых успешных фильмов в истории Lifetime.

## В ролях
- Куин Латифа — Майлинн
- Элфри Вудард — Уизер
- Филисия Рашад — Клэри
- Джилл Скотт — Труди
- Одиперо Одуйе — Аннетт
- Кондола Рашад — Шелби
- Лэнс Гросс — Сэмми
- Майкл Бисли — Спид
- Тори Киттлз — Джексон

## Производство
В октябре 2011 года было объявлено, что Lifetime работает над ремейком классического фильма 1989 года, но с полностью чёрным актёрским составом. 19 марта 2012 года стало известно, что шесть отмеченных наградами актрис присоединились к фильму. Среди них номинант на «Оскар» Куин Латифа в роли Майлинн, в оригинале которую сыграла Салли Филд; лауреат четырёх «Эмми», «Золотого глобуса» и номинант на «Оскар» Элфри Вудард в роли Уизер, в оригинальном фильме исполненную Ширли МакЛейн; лауреат «Тони» Филисия Рашад в роли Клэри; лауреат «Грэмми» — певица Джилл Скотт, в роли Труди, в оригинале сыгранная Долли Партон; а также Одиперо Одуйе в роли Аннетт и номинант на «Тони» Кондола Рашад, являющаяся дочерью Филисии Рашад, в роли Шелби. Съемки начались в апреле и проходили весной в Атланте, штат Джорджия. 3 июля был выпущен первый трейлер фильма, а в августе был выпущен второй проморолик и дополнительные рекламные материалы.